# 서분당 나들목
서분당 나들목(W.Bundang IC) 또는 서분당(고기) 나들목(W.Bundang(Gogi) IC)은 경기도 성남시 분당구 대장동과 용인시 수지구 고기동에 걸쳐 설치된 용인서울고속도로의 4번 교차로이다. 계획 당시 가칭은 고기 분기점이었으나, 2009년 4월 8일에 서분당·고기 분기점으로 변경되었다가 2009년 7월 1일에 용인서울고속도로가 개통되면서 현재의 서분당 나들목 및 서분당(고기) 나들목으로 변경되었다.

## 연혁
- 2005년 5월 21일 : 나들목 신설을 위해 용인시 도시계획시설 교통광장에 고기동, 대장동 일원을 고시[2]
- 2009년 4월 8일 : 기존 가칭인 고기 분기점에서 서분당·고기 분기점으로 변경
- 2009년 7월 1일 : 용인서울고속도로 개통과 함께 서분당 나들목 또는 서분당(고기) 나들목으로 통행 개시[3]

## 구조물 정보
- 위치: 경기도 성남시 분당구 대장동, 용인시 수지구 고기동

## 접속하는 도로
- 지방도 제334호선 (동막로)
- 간접 연결 : 국가지원지방도 제23호선 (대왕판교로) (금곡 나들목 이용)